# Guarda Presidencial (Bielorrússia)
Guarda Presidencial da Bielorrússia, oficialmente Serviço de Segurança do Presidente da República da Bielorrússia (em bielorrusso: Служба Бяспекі Прэзідэнта Рэспублікі Беларусь - СБП, translit.: Služba Biaspieki Prezidenta Respubliki Bielaruś - SBP), é um corpo policial que foi projetado para proteger o Presidente da Bielorrússia e outros oficiais de altos cargos. O lema do Serviço de Segurança Presidencial é: "Defendendo o Presidente, protegemos o país".

## História
O Serviço de Segurança Presidencial foi criado em outubro de 1994 com base no Departamento de Segurança da KGB da República da Bielorrússia, no Grupo "Alfa" da KGB da República da Bielorrússia e no principal Departamento de Segurança do Estado do Ministério de Assuntos Internos da República da Bielorrússia.

### Papel durante o referendo de 1996
De acordo com a oposição bielorrussa, o Serviço de Segurança Presidencial desempenhou um papel fundamental nos eventos em torno do referendo de 1996, que resultou na dissolução do Conselho Supremo da Bielorrússia e na concentração final do poder do Estado nas mãos do presidente Alexander Lukashenko.
Antes do referendo, o Serviço de Segurança Presidencial bloqueou o escritório da Comissão Eleitoral Central da Bielorrússia  e impediu o chefe da Comissão, Viktar Hanchar, de desempenhar seu papel. Lidia Yermoshina, membro da Comissão leal a Lukashenko, foi nomeada em vez de Hanchar. Três anos depois, Viktar Hanchar desapareceu e foi presumivelmente assassinado.
Após os eventos, o Departamento de Estado dos Estados Unidos afirmou que a guarda presidencial é uma força de polícia secreta sob o controle do presidente Alexander Lukashenko. O Departamento de Estado em 1996 declarou que a Guarda Presidencial usa a força “contra os inimigos políticos do presidente sem se importar com questões judiciais ou legislativas.”

## Chefias
- Viacheslav Georgievich Korolev (24 de novembro de 1994 - maio de 1995);
- Yurii Fedoravich Borodich (Maio de 1995 - 2 de dezembro de 1998);
- Uladzimir Ivanovich Kuzhanov (2 de dezembro de 1998 - 20 de janeiro de 1999);
- Vladimir Vladimirovich Naumov (20 de janeiro de 1999 - 25 de setembro de 2000);
- Yerin Leonid Tikhanovich (25 de setembro - 27 de novembro de 2000);
- Gennadz Mikolaevich Niaviglas (4 de dezembro de 2000 - 12 de setembro de 2001);
- Uladzimir Vasilievich Klimau (9 de setembro - 5 de outubro de 2001);
- Yevhen Mikhailovich Dvernitski (5 de outubro de 2001 - 10 de setembro de 2003);
- Yuri Viktorovich Zhadobin (10 de setembro de 2003 - 17 de julho de 2007);
- Andrei Alexandrovich Utiurin (17 de julho de 2007 - 11 de setembro de 2014);
- Viktar Mikolaevich Shinkevich (20 de outubro de 2014   - 21 de dezembro de 2016);
- Andrei Yurievich Pavliuchenko (21 de dezembro de 2016 - 11 de dezembro de 2017);
- Dmitri Vasilievich Shakhraev (11 de dezembro de 2017 -).